# 蒸し雑煮
蒸し雑煮（むしぞうに）は、福岡県朝倉市の伝統料理。茶碗蒸しと雑煮を合わせたような料理で、日本全体を見渡しても珍しい雑煮である。
朝倉市の中でも旧秋月町や旧甘木市などで食されている。
江戸時代中期、茶碗蒸しは長崎から長崎奉行の警護を行う福岡藩に伝わった。福岡藩では養鶏が盛んだったこともあり、卵を使用する茶碗蒸しも普及した。江戸後期には、秋月藩も長崎警備を行うようになり、福岡藩とも親密であったことから、秋月藩でも茶碗蒸し料理がご馳走として食べられるようになった。いつしか茶碗蒸しに餅を入れるようになり、より贅沢なご馳走として蒸し雑煮が食されるようになった。使用される具材は各家庭や各店によって違いはあるが、ダイコン、ニンジン、シイタケ、鶏肉、エビ、カツオ菜が使われることが多い。また、秋月の名物である葛を使うこともある。
2021年時点では、朝倉名物として朝倉市内の各飲食店で提供される他、温めるだけで食べられるチルドタイプの蒸し雑煮、好みの食材と卵を加えて蒸し雑煮を作ることができるキットも市販されている。他の地域で見られない料理であることから、朝倉市やあさくら観光協会では地元では当たり前のように食べていた蒸し雑煮が観光の素材となることを期待され、PR活動が行われている。
2024年、筑前朝倉蒸し雑煮として文化庁の100年フード「伝統の100年フード部門」に認定された。